# Onthophagus falzonii
Onthophagus falzonii là một loài bọ cánh cứng trong họ Bọ hung (Scarabaeidae).